# منصف الماطري
منصف الماطري (ولد في 20 نوفمبر 1934) هو رجل أعمال تونسي وضابط سابق في المدفعية التونسية. أسس شركة "أدوية"، إحدى أكبر شركات الأدوية الخاصة في تونس، مع شقيقه طاهر الماطري في السبعينيات.

## سيرة شخصية

صورة لشهادة تخرج منصف الماطري من مدرسة سان سير العسكرية سنة 1958.

ولد الماطري في 20 نوفمبر 1934 في تونس لعائلة برجوازية تونسية ثرية من أصل تركي. سلفه محمد ستانكولي ولد في جزيرة كوس، وكان ضابطًا تركيًا استقر في تونس في نهاية القرن السابع عشر للدفاع عن المصالح التركية. في عام 1930، تزوجت والدته، نفيسة بن الشيخ أحمد (1911-1996) من والده حافظ الماطري (1890-1975)، الذي كان أرملًا شابًا وله ثلاثة أطفال (فاطمة وخير الدين وسليم). أنجبت نفيسة لحافظ أربعة أطفال: حياة (مواليد 1931)، طاهر (مواليد 1932)، منصف (مواليد 1934) وسيندا (مواليد 1947). كان عمه محمود الماطري، أحد مؤسسي الحزب الحر الدستوري الجديد.
درس الماطري في المدرسة الصادقية بين 1952-1953. ومع ذلك، تم طرده من جميع المدارس في تونس بسبب التظاهر ضد الاحتلال الفرنسي في عام 1953. واصل دراسته في فرنسا للحصول على درجة البكالوريوس في نيم. وبين 1956-1958، واصل دراسته في مدرسة سان سير العسكرية ومن 1958 إلى 1959 ذهب إلى مدرسة المدفعية والرادار في شالون أن شمباني. في ديسمبر 1962، عقب مشاركته في الانقلاب ضد الرئيس الحبيب بورقيبة، تم القبض على الماطري وحكم عليه بالإعدام في 18 يناير 1963. ومع ذلك، في 24 يناير 1963، خففت عقوبته إلى عقوبة جنائية بالسجن مدى الحياة من قبل الرئيس بورقيبة. في يونيو 1973، بعد 11 عاما من السجن، تم العفو عنه أخيرا. من عام 1973 إلى عام 1987، كان بورقيبة خصمًا مخيفًا. فرض النظام قيودا شديدة على سفره خارج تونس وصادر جواز سفره عدة مرات، وبالتالي منعه من السفر إلى الخارج. بعد مغادرة الجيش التونسي في عام 1973، كرس نفسه لإنشاء العديد من الشركات التجارية والصناعية. وهو حاليًا مساهم في أسهم متساوية مع أخيه طاهر المطيري، بشركة "أدوية"، التي تأسست عام 1983. 

## الحياة الشخصية
الماطري متزوج من نعيمة بوطيبة العاطي وهي من أصل تركي. له أربعة أبناء: بية (ولدت عام 1976)، وحافظ (ولد عام 1977)، وهلية (ولدت عام 1979)، ومحمد (ولد عام 1981). في عام 2005، تزوج طفله الأصغر، محمد صخر الماطري، من ابنة الرئيس زين العابدين بن علي.